# Cup of Russia de 1999
Cup of Russia de 1999 foi a quarta edição da Cup of Russia, um evento anual de patinação artística no gelo organizado pela Federação de Patinação Artística da Rússia (em russo:  Федерация фигурного катания на коньках Росси), e que fez parte do Grand Prix de 1999–00. A competição foi disputada entre os dias 24 de novembro e 28 de novembro, na cidade de São Petersburgo, Rússia.

## Eventos
- Individual masculino
- Individual feminino
- Duplas
- Dança no gelo

## Medalhistas
| Evento                        | Ouro                                             | Prata                                     | Bronze                                        |
| Individual masculino detalhes | Evgeni Plushenko · Rússia                        | Alexander Abt · Rússia                    | Guo Zhengxin · China                          |
| Individual feminino detalhes  | Irina Slutskaya · Rússia                         | Julia Soldatova · Rússia                  | Elena Sokolova · Rússia                       |
| Duplas detalhes               | Maria Petrova · Alexei Tikhonov · Rússia         | Shen Xue · Zhao Hongbo · China            | Tatiana Totmianina · Maxim Marinin · Rússia   |
| Dança no gelo detalhes        | Barbara Fusar-Poli · Maurizio Margaglio · Itália | Shae-Lynn Bourne · Victor Kraatz · Canadá | Silwia Nowak · Sebastian Kolasiński · Polônia |

## Resultados

### Individual masculino
| Pos.              | Nome              | Nacionalidade  | Pontos | PC | PL |
| ----------------- | ----------------- | -------------- | ------ | -- | -- |
| Medalha de ouro   | Evgeni Plushenko  | Rússia         | 1.5    | 1  | 1  |
| Medalha de prata  | Alexander Abt     | Rússia         | 3.0    | 2  | 2  |
| Medalha de bronze | Guo Zhengxin      | China          | 4.5    | 3  | 3  |
| 4                 | Andrejs Vlascenko | Alemanha       | 6.0    | 4  | 4  |
| 5                 | Ivan Dinev        | Bulgária       | 7.5    | 5  | 5  |
| 6                 | Trifun Zivanovic  | Estados Unidos | 9.0    | 6  | 6  |
| 7                 | Thierry Cerez     | França         | 11.5   | 9  | 7  |
| 8                 | Ilya Klimkin      | Rússia         | 12.0   | 8  | 8  |
| 9                 | Szabolcs Vidrai   | Hungria        | 13.5   | 7  | 10 |
| 10                | Makoto Okazaki    | Japão          | 14.0   | 10 | 9  |
| WD                | Emanuel Sandhu    | Canadá         | —      | WD |    |

### Individual feminino
| Pos.              | Nome             | Nacionalidade  | Pontos | PC | PL |
| ----------------- | ---------------- | -------------- | ------ | -- | -- |
| Medalha de ouro   | Irina Slutskaya  | Rússia         | 1.5    | 1  | 1  |
| Medalha de prata  | Julia Soldatova  | Rússia         | 3.0    | 2  | 2  |
| Medalha de bronze | Elena Sokolova   | Rússia         | 5.0    | 4  | 3  |
| 4                 | Angela Nikodinov | Estados Unidos | 5.5    | 3  | 4  |
| 5                 | Diána Póth       | Hungria        | 8.0    | 6  | 5  |
| 6                 | Lucinda Ruh      | Suíça          | 8.5    | 5  | 6  |
| 7                 | Nadine Gosselin  | Canadá         | 11.5   | 9  | 7  |
| 8                 | Yuka Kanazawa    | Japão          | 12.0   | 8  | 8  |
| 9                 | Silvia Fontana   | Itália         | 12.5   | 7  | 9  |

### Duplas
| Pos.              | Nome                                 | Nacionalidade    | Pontos | PC | PL |
| ----------------- | ------------------------------------ | ---------------- | ------ | -- | -- |
| Medalha de ouro   | Maria Petrova / Alexei Tikhonov      | Rússia           | 2.0    | 2  | 1  |
| Medalha de prata  | Shen Xue / Zhao Hongbo               | China            | 2.5    | 1  | 2  |
| Medalha de bronze | Tatiana Totmianina / Maxim Marinin   | Rússia           | 5.0    | 4  | 3  |
| 4                 | Aljona Savchenko / Stanislav Morozov | Ucrânia          | 5.5    | 3  | 4  |
| 5                 | Pang Qing / Tong Jian                | China            | 7.5    | 5  | 5  |
| 6                 | Kateřina Beránková / Otto Dlabola    | República Tcheca | 9.0    | 6  | 6  |
| WD                | Tiffany Stiegler / Johnnie Stiegler  | Estados Unidos   | —      | 7  | WD |
| WD                | Jamie Salé / David Pelletier         | Canadá           | —      | WD |    |

### Dança no gelo
| Pos.              | Nome                                    | Nacionalidade    | Pontos | DC | DO | DL |
| ----------------- | --------------------------------------- | ---------------- | ------ | -- | -- | -- |
| Medalha de ouro   | Barbara Fusar-Poli / Maurizio Margaglio | Itália           | 2.0    | 1  | 1  | 1  |
| Medalha de prata  | Shae-Lynn Bourne / Victor Kraatz        | Canadá           | 4.0    | 2  | 2  | 2  |
| Medalha de bronze | Silwia Nowak / Sebastian Kolasiński     | Polônia          | 6.0    | 3  | 3  | 3  |
| 4                 | Anna Semenovich / Roman Kostomarov      | Rússia           | 8.4    | 5  | 4  | 4  |
| 5                 | Marie-F. Dubreuil / Patrice Lauzon      | Canadá           | 9.6    | 4  | 5  | 5  |
| 6                 | Alia Ouabdelsselam / Benjamin Delmas    | França           | 12.6   | 6  | 7  | 6  |
| 7                 | Oksana Potdykova / Denis Petukhov       | Rússia           | 13.4   | 7  | 6  | 7  |
| 8                 | Charlotte Clemens / Gary Shortland      | Reino Unido      | 16.0   | 8  | 8  | 8  |
| 9                 | Stephanie Rauer / Thomas Rauer          | Alemanha         | 18.0   | 9  | 9  | 9  |
| 10                | Kateřina Kovalová / David Szurman       | República Tcheca | 20.4   | 11 | 10 | 10 |
| WD                | Angelika Fuhring / Bruno Ellinger       | Áustria          | —      | 10 | 11 | WD |

## Quadro de medalhas
| Ordem | País           | Medalha de ouro | Medalha de prata | Medalha de bronze |    | Ordem por total |
| ----- | -------------- | --------------- | ---------------- | ----------------- | -- | --------------- |
| 1     | Rússia         | 3               | 2                | 2                 | 7  | 1               |
| 2     | Itália         | 1               |                  |                   | 1  | 3               |
| 3     | China          |                 | 1                | 1                 | 2  | 3               |
| 4     | Estados Unidos |                 | 1                |                   | 1  | 2               |
| 5     | Polônia        |                 |                  | 1                 | 1  | 3               |
| TOTAL | TOTAL          | 4               | 4                | 4                 | 12 | —               |